# Uniwersytet w Bath
Uniwersytet w Bath (ang. University of Bath) – brytyjska uczelnia publiczna w Bath, w południowo-zachodniej Anglii, założona w 1966 roku.